# Albert Alavedra
Albert Alavedra (Castellbell y Vilar, 26 de febrero de 1999) es un exfutbolista andorrano que jugaba en la demarcación de defensa.

## Trayectoria
Formado en la cantera del R. C. D. Espanyol y el C. E. Sabadell F. C., empezó su carrera en la U. D. Logroñés, Algeciras C. F. y C. E. Manresa.
El 28 de enero de 2021 fichó por el C. F. Pobla de Mafumet procedente del C. D. Calahorra "B". Estuvo en el club hasta la temporada siguiente y entonces se marchó al C. F. Badalona.
A finales de enero de 2023 fichó por el N. K. Primorje que militaba en la Segunda División de Eslovenia, categoría en la que debutó en marzo. Se marchó en julio para jugar en el F. K. Vardar, equipo que abandonó en octubre para poner fin a su carrera.

## Selección nacional
Tras jugar con la selección de fútbol sub-17 de Andorra, la sub-19 y la sub-21, finalmente hizo su debut con la selección absoluta el 13 de octubre de 2020 en un partido de la Liga de Naciones de la UEFA 2020-21 contra Islas Feroe que finalizó con un resultado de 2-0 a favor del combinado feroés tras un doblete de Klæmint Olsen.

## Clubes
| Club                        | País                | Año       | Partidos | Goles |
| --------------------------- | ------------------- | --------- | -------- | ----- |
| U. D. Logroñés "B"          | España              | 2018-2019 | 20       | 3     |
| Algeciras C. F.             | España              | 2019-2020 | 0        | 0     |
| C. E. Manresa               | España              | 2020      | 4        | 0     |
| Cerdanyola del Vallès F. C. | España              | 2020      | 0        | 0     |
| C. D. Calahorra "B"         | España              | 2020-2021 | 3        | 0     |
| C. F. Pobla de Mafumet      | España              | 2021-2022 | 34       | 2     |
| C. F. Badalona              | España              | 2022-2023 | 14       | 1     |
| N. K. Primorje              | Eslovenia           | 2023      | 9        | 0     |
| F. K. Vardar                | Macedonia del Norte | 2023      | 2        | 0     |